# Sandesh Jhingan
Sandesh Jhingan (ur. 21 lipca 1993 w Czandigarhu) – indyjski piłkarz grający na pozycji obrońcy w klubie Mohun Bagan oraz reprezentacji Indii.

## Kariera
Sandesh Jhingan jest wychowankiem klubu United Sikkim. W 2012 wygrał z nim trzecią ligę Indii. W 2013 przeniósł się do Mumbai FC. W 2014 roku podpisał kontrakt z Kerala Blasters. Z klubu był trzykrotnie wypożyczany. W 2020 roku stał się rekordzistą pod względem liczby występów w historii tej drużyny. W sumie dla Kerala Blasters zagrał 78 razy i dwukrotnie zdobył wicemistrzostwo Indii. 26 września 2020 przeniósł się do Mohun Bagan. W pierwszym sezonie zajął 2. miejsce w Indian Super League. W 2021 roku przeniósł się do chorwackiego HNK Šibenik, jednak nie rozegrał tam ani jednego meczu. W 2022 powrócił do Mohun Bagan.
Jhingan występował w kadrze U-23. W dorosłej reprezentacji Indii zadebiutował 12 marca 2015 w meczu eliminacji MŚ 2018 przeciwko Nepalowi. Pierwszą bramkę zdobył 29 marca 2016 w starciu z Turkmenistanem. W 2019 został powołany na Puchar Azji.
W roku 2020 został laureatem nagrody Arjuna Award.